# Liparetrus squamosus
Liparetrus squamosus är en skalbaggsart som beskrevs av Britton 1980. Liparetrus squamosus ingår i släktet Liparetrus och familjen Melolonthidae. Inga underarter finns listade i Catalogue of Life.